# Caligula hockingii
Caligula hockingii är en fjärilsart som beskrevs av Moore 1888. Caligula hockingii ingår i släktet Caligula och familjen påfågelsspinnare. Inga underarter finns listade i Catalogue of Life.